# Circle the Drain
«Circle the Drain» —en español: «ir(se) por el desagüe»— es una canción interpretada por la cantante y compositora estadounidense Katy Perry e incluida en su segundo álbum de estudio Teenage Dream. Compuesta por ella, Monte Neuble y Christopher «Tricky» Stewart, mientras que la producción quedó a cargo de este último. Líricamente, la intérprete habla de su exnovio drogadicto, quien colocaba en tensión su romance. Después del lanzamiento, varios medios de comunicación informaron que parte de la inspiración provino de su relación con Travie McCoy. El sencillo promocional recibió reseñas variadas, algunos la calificaron como «un tema fuera de tono» del disco. Otros revisores opinaron que esta mostraba «el lado agradable» de la solista.
Capitol Records la lanzó como el segundo sencillo promocional del álbum el 10 de agosto de 2010. Obtuvo un éxito moderado en las listas de ventas musicales de todo el mundo, en Canadá alcanzó la posición número treinta del Canadian Hot 100. En Nueva Zelanda consiguió el puesto número cincuenta y ocho en el New Zealand Singles Chart. La solista la ha interpretado en su gira mundial, California Dreams Tour. En el concierto, vestía con un traje de gato negro mientras que el escenario era decorado con dibujos animados en tamaño real.

## Antecedentes
Christopher «Tricky» Stewart y Monte Neuble ayudaron a Perry a escribir «Circle the Drain» para su segundo álbum de estudio, Teenage Dream, de 2010. En total, diecisiete ingenieros de audio contribuyeron en su composición. Los críticos opinaron que trata acerca de su relación con el líder de la banda Gym Class Heroes, Travie McCoy. Un revisor de Billboard le preguntó a McCoy sobre el tema, él declaró que «nunca la ha escuchado». No obstante, le dijo a otro reportero: «he oído que lanzaron una pista sobre mí, de mis viejos hábitos o de lo que sea. Realmente estoy emocionado de que finalmente ella tenga una canción relacionada con su vida. Buen trabajo».

## Composición

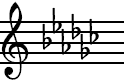
La canción está compuesta en la tonalidad mi menor.

Líricamente, «Circle the Drain» habla de su exnovio drogadicto. Por otro lado, la letra también describe la manera en que el vicio destruía poco a poco la relación. En el estribillo, ella canta: «Wanna be your lover, not your fucking' mother» —en español: «Quiero ser tu amante, no tu jodida madre»—, en dicho fragmento interpretaba que habían perdido grandes oportunidades en el noviazgo y que no quería ser alguien que cuidara de él por el resto de su vida. La canción puede considerarse un poco Vulgar como muchos críticos la han descrito, pero literalmente es la realidad de una pareja en inestabilidad por vicios Contiene elementos de rock electrónico y disco-rock, además cuenta con tonos de rock gótico. Es una pista que dura cuatro minutos y treinta y dos segundos, tiene influencias de techno. Está compuesta en la tonalidad de mi♯ menor y se establece en un compás de 4/4, con un ritmo de 135 pulsaciones por minuto. El registro vocal de Perry abarca una octava, desde mi♯3 hasta re♯5.
Leah Greenblatt de Entertainment Weekly estableció que «el talento lírico de Perry no es su fuerte». Mónica Herrera, periodista de Billboard, escribió que «la canción ha sido inspirada en el material de Pat Benatar», mientras que la intérprete le respondió: «quiero tener mi momento "You Oughta Know" de Alanis Morissette». Al Fox de BBC News opinó que el tema tiene «tonos amenazantes», que revelan un lado diferente de la solista.

## Recepción

### Comentarios de la crítica

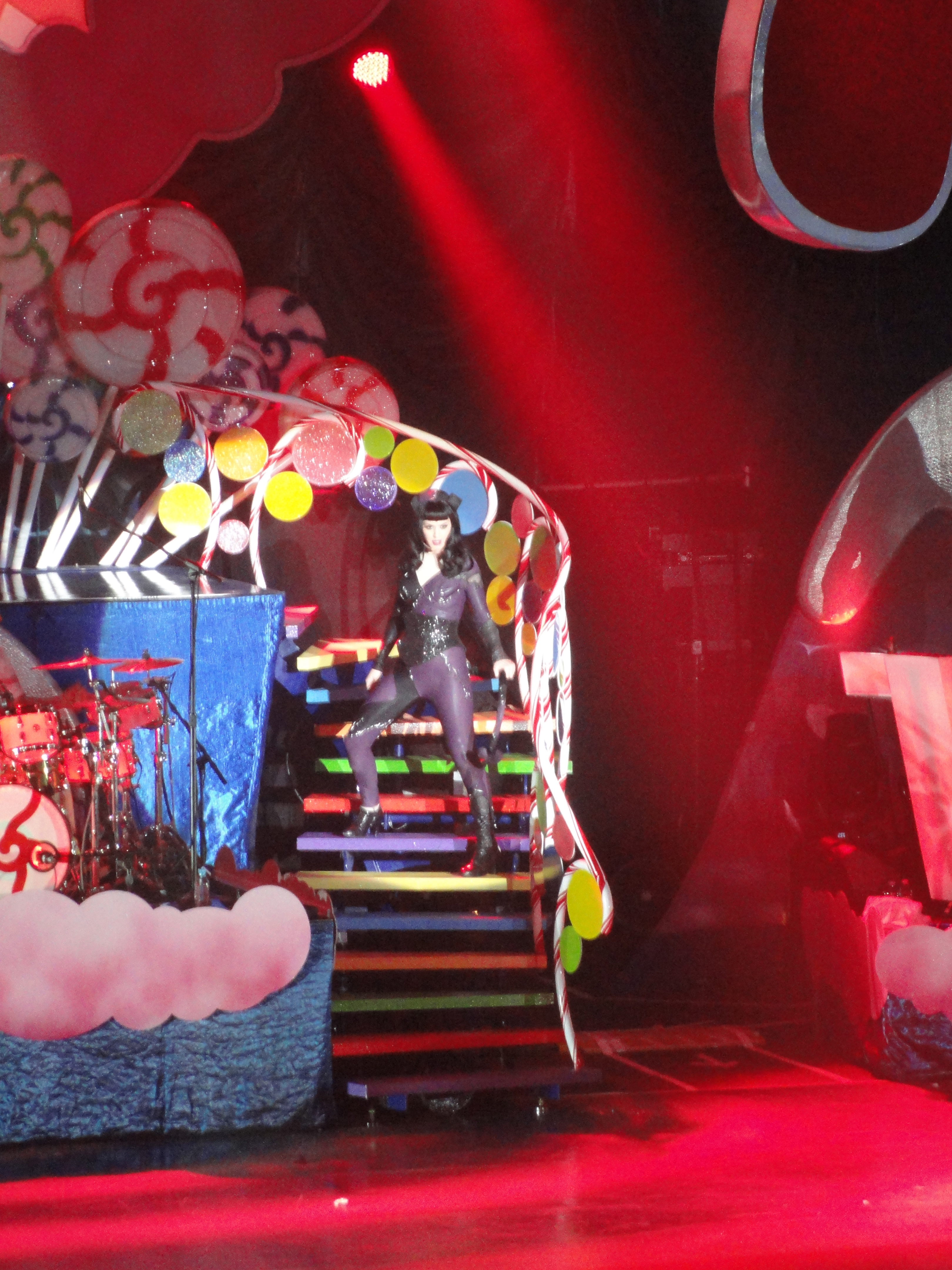
Perry interpretando la canción en su California Dreams Tour en marzo de 2011.

«Circle the Drain» recibió críticas mixtas. Keri Mason de Billboard dijo que «las únicas pistas del disco que hablan sobre esa tóxica relación que tuvo Perry son "Who Am I Living For?" y esta». Matthew Cole de Slant Magazine encontró a la cantante como más «cruel» e «hipócrita» que su exnovio, dado que lo humillaba de manera repetitiva en la canción, y también por burlarse de su problema con la adicción de drogas, cuando ella describe sus desmayos y resacas en «Last Friday Night (T.G.I.F.)». Chris Richars de The Washington Post tuvo una reacción similar, debido a que la intérprete estaba adolorida por los hábitos de su pareja, cuando ella habla de sus borracheras en dicho tema.
James Montgomery, reportero de MTV News, dijo en una entrevista donde revelaba el origen de algunas pistas de Teenage Dream —incluyendo a «Circle the Drain»—, que «todas ellas son realmente encantadoras y están destinadas a tener un gran éxito». Chros Parkin de Yahoo! Music mencionó que era la única del disco que ofrecía algo «profundo» y «oscuro», por lo que citó el fragmento «You fall asleep during foreplay, 'Cause the pills you take, are more your forte». —en español: «Te quedas dormido durante los entrenamientos, porque el vicio es tu fuerte»—. En su revisión para el álbum, Steve Leftrige declaró que «canciones como estas no tienen el potencial para dominar las listas musicales del mundo».

### Desempeño comercial
Capitol Records lanzó la canción como el segundo sencillo promocional de Teenage Dream el 10 de agosto de 2010. Desde entonces, la pista obtuvo un éxito moderado en las listas musicales de todo el mundo y estuvo un largo tiempo en dichas tablas. El 28 de agosto de ese año, en Canadá, debutó en la posición número treinta del Canadian Hot 100. En Nueva Zelanda, alcanzó el puesto treinta y seis del New Zealand Singles Chart. Por otro lado, «Circle the Drain» logró entrar a la posición número cincuenta y ocho en el Billboard Hot 100.

## Interpretaciones en directo

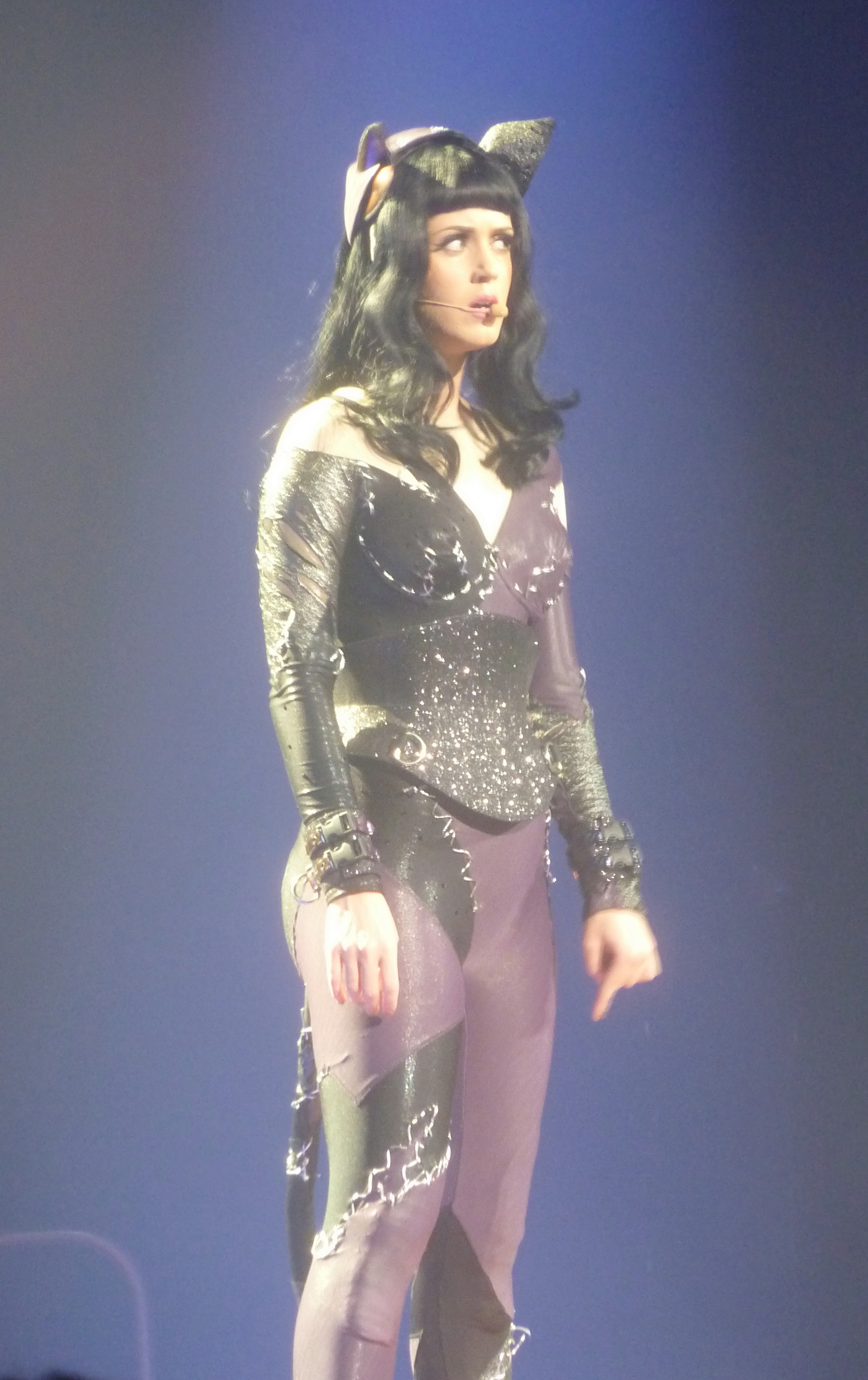
Katy Perry en concierto en el Zenith de París en marzo de 2011 como parte de su "California Dreams Tour"

Perry la incluyó en el repertorio musical de su gira mundial, California Dreams Tour, de 2011. Para las interpretaciones, el escenario era decorado con dibujos animados en tamaño real, mientras que la cantante vestía con un traje de gato negro. Erika Brooks Adickman de Idolator calificó la presentación junto con las de «Teenage Dream» y «E.T.» como las mejores del concierto. Jay N. Miller de The Patriot Ledger encontró a «Circle the Drain» como la pista más roquera de la gira. Además, el diario The Hollywood Reporter citó la crítica de Meredith Black de Rolling Stone e implementó que le parecía inútil tener esas decoraciones en el escenario debido a que no tenía relación con el tema de la canción. Emily MacKaty de NME escribió una revisión del concierto de Londres durante marzo de 2011. Ella dijo que «"Circle the Drain", "Hummingbird Heartbeat" y "Who Am I Living For?" son las únicas presentaciones que te harían sentir como un niño malcriado con juguetes caros sin saber con quien jugarlos».

## Semanales
| Canadá         | Canadian Hot 100          | 30 |
| Estados Unidos | Billboard Hot 100         | 58 |
| Estados Unidos | Digital Songs             | 22 |
| Nueva Zelanda  | New Zealand Singles Chart | 36 |

## Créditos y personal
- Katy Perry: voz y composición.
- Christopher "Tricky" Stewart: composición, producción, grabación e ingeniería de audio.
- Monte Neuble: composición.
- Chris "Tek" O'Ryan: grabación.
- Mike Green: grabación.
- Pat Thrall: ingeniería de audio.
- Steve Churchyard: ingeniería de audio.
- Nick Chahwala: mezcla.
- Josh Freese: batería.
- Charles Malone: guitarra.
- Julio Miranda: guitarra.
- Daniel Silvestri: guitarra y bajo.
- Tim Robbins: asistente.

Fuente: Discogs y folleto de Teenage Dream.